# Талондо
Талондо (индон. Bahasa Talondo) — один из австронезийских языков, распространён на острове Сулавеси — в о́круге Мамуджу, провинция Западный Сулавеси (Индонезия).
По данным Ethnologue, количество носителей данного языка составляло 1,2 тыс. чел. в 2011 году.
Наиболее близкое родство талондо обнаруживает с языком калумпанг (степень языкового сходства — 80%).
Используется, в основном, в быту. Также носителями языка используются диалект калумпанг боне-хау (хотя носители последнего не понимают талондо) и индонезийский язык — в торговле и образовании.